# Palacio de los condes de Rótova
Tal como explica Tortosa (2007) lo primero que observaremos en el palacio es un conjunto urbano formado por un edificio principal barroco, edificado en la segunda mitad del siglo XIV y remodelado a finales del siglo XVII. El palacio es uno de los elementos patrimonial arquitectónico más relevante de Rótova y declarada Bien de Interés Cultural Según los historiadores, este edificio en su origen consistiría en una casa señorial que ocupaba toda una isla de casas del pueblo. Además, actualmente todavía se puede observar en la fachada el escudo nobiliario de la familia propietaria elaborado con fusta, declarado Bien de Interés Cultural el 1998.
Por otro lado, el palacio llama la atención por una escala imperial elaborada con piedra calcárea y una columna robusta, que actúa como soporte de una marquesina elaborada con tejas árabes. También, cuenta con un patio de armas cerrado con una muralla con almenas.

## Historia
Según afirma Soler y Jordà (2007) en la segunda mitad del siglo XVII el palacio se dejó de utilizar por los señores de Rótova, que fijaron su nueva residencia en el Palacio de los Boil de Arenós de Valencia. Los motivos fueron por las pocas rentas que producía la propiedad de Rótova, junto con el progresivo abandono del edificio y del monopolio feudal debido al endeudamiento de la casa. Esto llevó a Josepa Balaguer a vender la señoría de Rótova a un mercader y labrador rico de Ador llamado Josep Faus. Los nuevos propietarios convirtieron la señoría de Rótova en el centro de sus negocios, y su nueva residencia, reconstruyendo entre los años 1696-1699 el deteriorado palacio señorial a un palacio barroco, tal como sigue siendo actualmente. Cuando tomó posesión Tomás Martínez de la Raga el año 1759, descendiente de la familia Faus, se encontraron nuevas referencias al conjunto del palacio, como una almazara. Además, existió un nuevo monopolio feudal que consistía en una nevera urbana situada bajo los altos del palacio del señor.
En el interior del palacio se han hecho excavaciones arqueológicas que han permitido descubrir restos de cerámica que abastecían desde la época ibérica.
El edificio se dividía en tres partes (el edificio principal, el patio delantero y los jardines posteriores). Además, en el almacén exterior se albergaba la almazara. En el huerto de la parte de detrás del palacio, aún quedan restos de muros que cerraban el recinto, aunque ahora ha sido ocupado en parte por el actual Paseo del Nueve de Octubre.

## Patrimonio
Desde el año 2004, el palacio es propiedad y patrimonio del pueblo de Rótova. Por ese motivo, se proyecta un uso público que permitirá su futura restauración.
En general, el palacio ocupa una superficie de 1913,06m², donde se distinguen las siguientes partes:
- El edificio principal del siglo XVI-XVII, con forma de “L” con tres plantas y una superficie plana. Con un total de 1181,16m². Además, cuenta con una escala de acceso a la fachada principal.
- Un patio delantero de acceso de 393,72m² con un cerramiento exterior formado por un muro de mampostería.
- Jardines posteriores de 742,87m².
- Edificaciones anexas de principios del siglo XX, con una superficie de 300,06m².